# Harpachne
Harpachne är ett släkte av gräs. Harpachne ingår i familjen gräs.
Kladogram enligt Catalogue of Life:
| Harpachne | \| \| Harpachne bogdanii \| \| \| \| \| \| Harpachne harpachnoides \| \| \| \| \| \| Harpachne schimperi \| \| \| \| |
|           | \| \| Harpachne bogdanii \| \| \| \| \| \| Harpachne harpachnoides \| \| \| \| \| \| Harpachne schimperi \| \| \| \| |
|           | Harpachne bogdanii                                                                                                   |
|           | |
|           | Harpachne harpachnoides                                                                                              |
|           | |
|           | Harpachne schimperi                                                                                                  |
|           | |